# Walther Mathesius

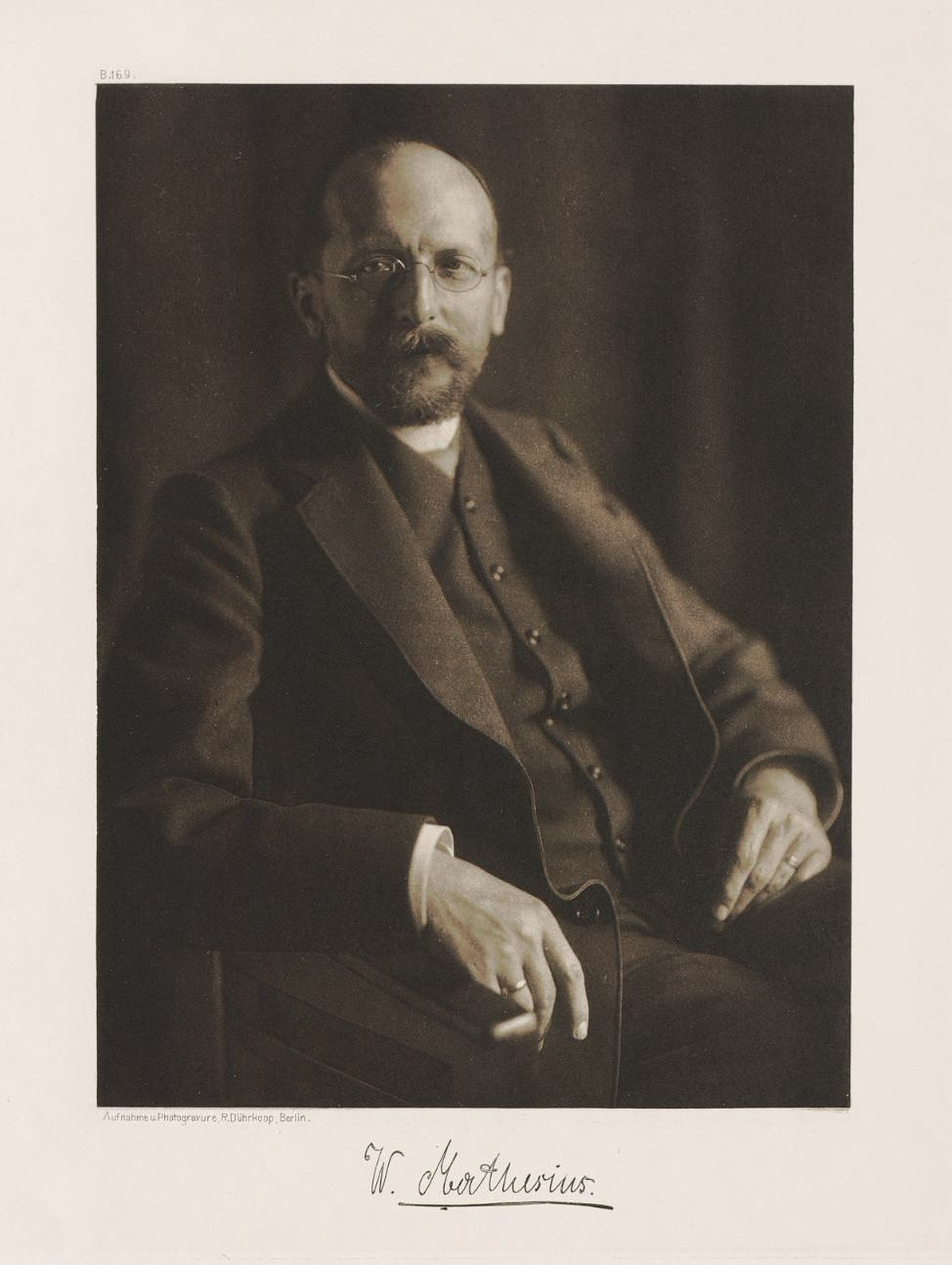
Walther Mathesius, 1907, Foto von Rudolf Dührkoop

Walther Mathesius (* 7. Oktober 1859 in Liegnitz; † 2. Mai 1945 in Berlin-Nikolassee) war Geheimer Regierungsrat und Professor für Eisenhüttenkunde und Metallurgie sowie Rektor an der Königlich Technischen Hochschule zu Berlin (heute Technische Universität Berlin). 
Mathesius wirkte ab dem 1. April 1904 als Ordinarius für Eisenhüttenkunde und Metallurgie in der Abteilung V für Chemie und Hüttenkunde (umbenannt 1922 in Fakultät IV für Stoffwirtschaft) der Königlich Technischen Hochschule zu Berlin (umbenannt 1919 in Technische Hochschule zu Berlin, später Technische Universität Berlin). Der Institution stand er in den Jahren 1909 und 1910 als Rektor vor. 
Weiterhin wirkte Mathesius als Vorsteher des Eisenhüttenmännischen Instituts der Technischen Hochschule zu Berlin. Er wurde am 31. März 1931 emeritiert. Sein Nachfolger auf dem Lehrstuhl war Robert Durrer (1890–1978).
Gegen Ende des Zweiten Weltkriegs beging er am 2. Mai 1945 Suizid.
Walther Mathesius war Angehöriger des Weinheimer Corps Pomerania-Silesia.